# جيورج كراوزه
جيورج كراوزه (بالألمانية: Georg Krause)‏ هو مصور سينمائي ألماني، ولد في 15 أبريل 1901 في برلين في ألمانيا، وتوفي في 3 يناير 1986 في غارميش-بارتنكيرشن في ألمانيا.

## وصلات خارجية
- جورج كراوز على موقع IMDb (الإنجليزية)
- جورج كراوز على موقع ألو سيني (الفرنسية)
- جورج كراوز على موقع أول موفي (الإنجليزية)
- جورج كراوز على موقع قاعدة بيانات الأفلام السويدية (السويدية)
- جورج كراوز على موقع قاعدة بيانات الفيلم (الإنجليزية)
- جورج كراوز على موقع كينوبويسك (الروسية)